# Exostratum blumii
Exostratum blumii är en bladmossart som beskrevs av L. Ellis 1985. Exostratum blumii ingår i släktet Exostratum och familjen Calymperaceae. Inga underarter finns listade i Catalogue of Life.